# ستاره سمرکوویتسه
ستاره سمرکوویتسه (به لاتین: Staré Smrkovice) یک منطقهٔ مسکونی در جمهوری چک است که در شهرستان ییچین واقع شده‌است.